# Paroster ellenbrookensis
Paroster ellenbrookensis är en skalbaggsart som beskrevs av Watts och Remko Leys 2008. Paroster ellenbrookensis ingår i släktet Paroster och familjen dykare. Inga underarter finns listade i Catalogue of Life.